# Cyril Jeruzalémský

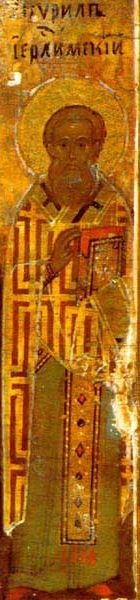
Cyril Jeruzalémský

Svatý Cyril Jeruzalémský byl biskupem v Jeruzalémě a významným křesťanským teologem.

## Život
Narodil kolem roku 315 v Jeruzalémě jako syn křesťanských rodičů. Mládí údajně prožil v ústraní, cvičil se v ctnostech a studoval. Kolem roku 335 byl Makariem z Jeruzaléma vysvěcen na jáhna a přibližně o deset let později Maximem na kněze. Když v roce 348 biskup Maximus III. zemřel, byl Cyril zvolen na jeho místo. Povahy byl mírumilovné, což mu ovšem nebránilo, aby jasně odmítl nekompromisní názory Ariánů.
Cyril hájil Kristovo božství a chtěl ukončit spory v křesťanském učení vyvolané knězem Ariem. Spřízněného ducha nalezl u biskupa Eusebia z Kaisareie taktéž hledajícího schůdné řešení sporu.
Ariáni se Cyrila neustále snažili zdiskreditovat. Roku 358 se vyostřil spor mezi ariánským biskupem Akaciem a Cyrilem ohledně jistého kanonického precedentu. Akaciovi se podařilo za pomoci ostatních palestinských biskupů Cyrila sesadit a donutit odejít do Tarsu. Akacius navíc obvinil Cyrila ze zpronevěry církevního majetku při podpoře chudých. Skutečným důvodem nepřátelství bylo, že Cyril ve svých katechezích neučil ariánské, ale nicejské vyznání víry. Smířlivý sněm v Seleukii o rok později za Cyrilovy přítomnosti sesadil pro změnu Akacia. V roce 360 se karta znovu obrátila a Cyril byl opět vyhnán z Jeruzaléma, dokud mu nebyl návrat povolen Juliánem II. Apostatou. Jenže ariánský císař Valens Cyrila v roce 367 ještě jednou vypudil a konec tohoto vyhnanství přinesla až císařova smrt. Zbylých šest let svého života biskup Cyril spravoval svůj úřad v pokoji; nadále pomáhal chudým, nemocným a opuštěním, učil a žehnal. Ještě v roce 381 na Prvním konstantinopolském sněmu dal svůj hlas pro zavedení termínu homoúsios. Na tomtéž sněmu bylo také Cyrilovo učení zkoumáno a shledáno pravověrným. Zemřel v Jeruzalémě roku 386. Papež Lev XIII. jej v roce 1882 vyhlásil za církevního učitele.

## Teologie
Cyril se ve svém učení důsledně opíral o nicejskou ortodoxii. Zastával názor, že hřích je plodem svobodné volby člověka a nikoliv přirozeným jevem. Tělo není příčinou, ale nástrojem hříchu. Nápravu lze hledat jedině v pokání. V podstatě se Cyril projevoval jako křesťanský mravokárce.
Ještě jako presbyter vypracoval v letech 347 či 348 slavných 23 katechických (mystagogických) lekcí, obsahujících výklad hlavních témat křesťanské víry a návod k praktickým cvičením. Dílo je psáno spíše v lidovém než vědeckém duchu a je prodchnuto pastorální něhou a starostí o katechumeny, kterým je určeno.

## Úcta
Svatý Cyril Jeruzalémský je vnímán jako ochráncem křivě obviněných, patronem správců, lidí v chudobě, vyhnanců a teologů.
Je zobrazován jako dobrodinec s váčkem peněz.